# Bugs 'n' Daffy
 (mai 2025).
Si vous disposez d'ouvrages ou d'articles de référence ou si vous connaissez des sites web de qualité traitant du thème abordé ici, merci de compléter l'article en donnant les références utiles à sa vérifiabilité et en les liant à la section « Notes et références ».
 (mai 2025).

Bugs 'n' Daffy (anciennement That's Warner Bros.!) est une série d'animation américaine, coproduite par Warner Bros. Cartoons. La série est initialement diffusée le 11 septembre 1995 au 1992 sur Kids' WB.

## Synopsis

### The Daffy Duck Show
Le 23 novembre 1996, une série complémentaire intitulée The Daffy Duck Show a été diffusée le samedi matin sur Kids' WB, en remplacement de Freakazoid!, une série peu appréciée. Chaque épisode présentait deux dessins animés de Daffy Duck, l'un d'eux mettant en scène un autre personnage. Treize épisodes de The Daffy Duck Show ont été créés, diffusés chaque semaine jusqu'au début de la saison 1997-1998.

## Épisodes

### Saison 1 (1995/1996)
- Les dessins animés marqués d'un astérisque (*) sont des dessins animés en noir et blanc qui ont été colorisés par ordinateur.
- Lorsque That's Warner Bros.! est devenu Bugs 'n' Daffy pour la saison 1996-1997, The Bee-Deviled Bruin a été retiré des épisodes 24 et 54, probablement en raison de son contenu violent, et remplacé par Beanstalk Bunny et What's Up, Doc?, respectivement.

| No. | 1er cartoon                       | 2e cartoon                                 | 3e cartoon                              | Date de diffusion originale |
| --- | --------------------------------- | ------------------------------------------ | --------------------------------------- | --------------------------- |
| 1   | One Froggy Evening                | Ballot Box Bunny                           | A Broken Leghorn                        | 11 septembre 1995           |
| 2   | Backwoods Bunny                   | Daffy Duck Hunt                            | Feed the Kitty                          | 12 septembre 1995           |
| 3   | Curtain Razor                     | No Barking                                 | Bear Feat                               | 13 septembre 1995           |
| 4   | Beanstalk Bunny                   | Mixed Master                               | Lumber Jerks                            | 14 septembre 1995           |
| 5   | Lovelorn Leghorn                  | Birds of a Father                          | What's Up, Doc?                         | 15 septembre 1995           |
| 6   | Rabbit of Seville                 | Bad Ol' Putty Tat                          | A Waggily Tale                          | 18 septembre 1995           |
| 7   | Boobs in the Woods                | The EGGcited Rooster                       | Much Ado About Nutting                  | 19 septembre 1995           |
| 8   | Yankee Doodle Bugs                | Martian Through Georgia                    | Fowl Weather                            | 20 septembre 1995           |
| 9   | Often an Orphan                   | From A to Z-Z-Z-Z                          | A Star is Bored                         | 21 septembre 1995           |
| 10  | Bugs' Bonnets                     | Canary Row                                 | The Mouse on 57th Street                | 22 septembre 1995           |
| 11  | Gift Wrapped                      | Aqua Duck                                  | Barbary Coast Bunny                     | 25 septembre 1995           |
| 12  | Lighter Than Hare                 | Chicken Jitters*                           | Greedy for Tweety                       | 26 septembre 1995           |
| 13  | Mississippi Hare                  | Weasel Stop                                | The Stupor Salesman                     | 27 septembre 1995           |
| 14  | The Wearing of the Grin           | Easy Peckins                               | Home Tweet Home                         | 28 septembre 1995           |
| 15  | Scaredy Cat                       | Cat Feud                                   | Portrait of the Artist as a Young Bunny | 29 septembre 1995           |
| 16  | Wild and Woolly Hare              | Hippety Hopper                             | I Gopher You                            | 2 octobre 1995              |
| 17  | Fool Coverage                     | Nelly's Folly                              | Prince Varmint                          | 3 octobre 1995              |
| 18  | Rabbit's Feat                     | Cheese Chasers                             | A Kiddie's Kitty                        | 4 octobre 1995              |
| 19  | Duck Dodgers in the 24½th Century | Feather Dusted                             | A Street Cat Named Sylvester            | 5 octobre 1995              |
| 20  | From Hare to Heir                 | Daffy's Inn Trouble                        | Stooge for a Mouse                      | 6 octobre 1995              |
| 21  | A Witch's Tangled Hare            | Mouse Mazurka                              | Claws for Alarm                         | 9 octobre 1995              |
| 22  | Robin Hood Daffy                  | Bartholomew Versus the Wheel               | Robin Hood Daffy                        | 10 octobre 1995             |
| 23  | Bedeviled Rabbit                  | Muzzle Tough                               | Road to Andalay                         | 11 octobre 1995             |
| 24  | Bye, Bye Bluebeard                | Fast Buck Duck                             | The Bee-Deviled Bruin                   | 12 octobre 1995             |
| 25  | Henhouse Henery                   | Mouse-Placed Kitten                        | Big Top Bunny                           | 13 octobre 1995             |
| 26  | Bill of Hare                      | Cheese It, the Cat!                        | Snow Business                           | 16 octobre 1995             |
| 27  | Paying the Piper                  | Hoppy Go Lucky                             | To Itch His Own                         | 17 octobre 1995             |
| 28  | Hare-Way to the Stars             | Go Fly a Kit                               | Bear Feat                               | 18 octobre 1995             |
| 29  | Goldimouse and the Three Cats     | Thumb Fun                                  | Southern Fried Rabbit                   | 19 octobre 1995             |
| 30  | Bully for Bugs                    | Gone Batty                                 | Naughty Neighbors*                      | 20 octobre 1995             |
| 31  | One Froggy Evening                | It's Nice to Have a Mouse Around the House | Banty Raids                             | 23 octobre 1995             |
| 32  | Crockett-Doodle-Do                | The Turn-Tale Wolf                         | Rabbit's Kin                            | 24 octobre 1995             |
| 33  | Putty Tat Trouble                 | Goo Goo Goliath                            | The Iceman Ducketh                      | 25 octobre 1995             |
| 34  | Wild and Woolly Hare              | Ducking the Devil                          | The Pest That Came to Dinner            | 26 octobre 1995             |
| 35  | Hyde and Hare                     | A Broken Leghorn                           | Too Hop to Handle                       | 27 octobre 1995             |
| 36  | False Hare                        | Porky's Prize Pony*                        | The Lion's Busy                         | 30 octobre 1995             |
| 37  | A-Haunting We Will Go             | Fox-Terror                                 | Knights Must Fall                       | 31 octobre 1995             |
| 38  | Don't Axe Me                      | Dog Tales                                  | Satan's Waitin'                         | 1er novembre 1995           |
| 39  | Dr. Devil and Mr. Hare            | Cats and Bruises                           | Porky's Romance*                        | 2 novembre 1995             |
| 40  | Dough for the Do-Do               | There Auto Be a Law                        | Rabbit Romeo                            | 3 novembre 1995             |
| 41  | Bugsy and Mugsy                   | The Stupor Salesman                        | Catty Cornered                          | 6 novembre 1995             |
| 42  | Mother Was a Rooster              | The Unexpected Pest                        | Hot Cross Bunny                         | 7 novembre 1995             |
| 43  | The Wearing of the Grin           | The Dixie Fryer                            | Strife with Father                      | 8 novembre 1995             |
| 44  | The Slap-Hoppy Mouse              | A Peck o' Trouble                          | A Star is Bored                         | 9 novembre 1995             |
| 45  | The Unmentionables                | Dough for the Do-Do                        | Ant Pasted                              | 10 novembre 1995            |
| 46  | Rebel Rabbit                      | High Note                                  | Scaredy Cat                             | 13 novembre 1995            |
| 47  | Tree Cornered Tweety              | The Henpecked Duck*                        | Rabbit's Feat                           | 14 novembre 1995            |
| 48  | Rabbit Every Monday               | Wild Wild World                            | Boobs in the Woods                      | 15 novembre 1995            |
| 49  | Good Noose                        | Each Dawn I Crow                           | Mississippi Hare                        | 16 novembre 1995            |
| 50  | Hot Cross Bunny                   | The Jet Cage                               | It's Hummer Time                        | 17 novembre 1995            |
| 51  | Raw! Raw! Rooster!                | Kiddin' the Kitten                         | Now Hare This                           | 20 novembre 1995            |
| 52  | Lighthouse Mouse                  | Plane Dippy*                               | Crockett-Doodle-Do                      | 21 novembre 1995            |
| 53  | Bully for Bugs                    | Puss n' Booty*                             | Corn Plastered                          | 22 novembre 1995            |
| 54  | Duck Dodgers in the 24½th Century | The Pied Piper of Guadalupe                | The Bee-Deviled Bruin                   | 23 novembre 1995            |
| 55  | Dog Pounded                       | Corn on the Cop                            | Bedeviled Rabbit                        | 24 novembre 1995            |
| 56  | Bunker Hill Bunny                 | Greedy for Tweety                          | Porky's Cafe*                           | 27 novembre 1995            |
| 57  | Robin Hood Daffy                  | Rocket-bye Baby                            | Hare-Way to the Stars                   | 28 novembre 1995            |
| 58  | Tweet and Sour                    | Don't Axe Me                               | Sleepy Time Possum                      | 29 novembre 1995            |
| 59  | Knights Must Fall                 | The Film Fan*                              | Tease for Two                           | 30 novembre 1995            |
| 60  | Little Red Rodent Hood            | The Yolk's on You                          | Cat Feud                                | 1er décembre 1995           |
| 61  | Wideo Wabbit                      | Tweety's S.O.S.                            | Strangled Eggs                          | 4 décembre 1995             |
| 62  | Thumb Fun                         | Rebel Without Claws                        | Dr. Devil and Mr. Hare                  | 5 décembre 1995             |
| 63  | Duck Amuck                        | A Fox in a Fix                             | Claws for Alarm                         | 6 décembre 1995             |
| 64  | Spaced Out Bunny                  | Pop 'im Pop!                               | Suppressed Duck                         | 7 décembre 1995             |
| 65  | Southern Fried Rabbit             | A Bone for a Bone                          | Putty Tat Trouble                       | 8 décembre 1995             |

### Saison 2 (1997)
- Les dessins animés marqués d'un astérisque (*) sont des dessins animés en noir et blanc qui ont été colorisés par ordinateur.

| No. | 1er cartoon                   | 2e cartoon                  | 3e cartoon                                 | Date de diffusion originale |
| --- | ----------------------------- | --------------------------- | ------------------------------------------ | --------------------------- |
| 1   | Rebel Rabbit                  | The Draft Horse             | High Note                                  | 8 septembre 1997            |
| 2   | A Pest in the House           | Gift Wrapped                | Rabbit Every Monday                        | 9 septembre 1997            |
| 3   | Fox-Terror                    | The Jet Cage                | Hair-Raising Hare                          | 10 septembre 1997           |
| 4   | What's Up, Doc?               | The Goofy Gophers           | No Barking                                 | 11 septembre 1997           |
| 5   | What Makes Daffy Duck         | Rocket-bye Baby             | One Froggy Evening                         | 12 septembre 1997           |
| 6   | Fool Coverage                 | Hare-Way to the Stars       | The Old Grey Hare                          | 15 septembre 1997           |
| 7   | Rabbit's Kin                  | Mouse-Placed Kitten         | Little Orphan Airedale                     | 16 septembre 1997           |
| 8   | The Big Snooze                | The Mouse on 57th Street    | Often an Orphan                            | 17 septembre 1997           |
| 9   | Daffy Duck and Egghead        | Putty Tat Trouble           | From Hare to Heir                          | 18 septembre 1997           |
| 10  | Rabbit Romeo                  | The Night Watchman          | From A to Z-Z-Z-Z                          | 19 septembre 1997           |
| 11  | Paying the Piper              | The Heckling Hare           | The Unexpected Pest                        | 22 septembre 1997           |
| 12  | Mississippi Hare              | Kiddin' the Kitten          | The Mouse-Merized Cat                      | 23 septembre 1997           |
| 13  | Hyde and Hare                 | Goo Goo Goliath             | Hare Trigger                               | 24 septembre 1997           |
| 14  | Elmer's Candid Camera         | Ducking the Devil           | Birds of a Father                          | 25 septembre 1997           |
| 15  | Walky Talky Hawky             | A Star is Bored             | Rabbit of Seville                          | 26 septembre 1997           |
| 16  | The EGGcited Rooster          | Hold the Lion, Please!      | Muzzle Tough                               | 29 septembre 1997           |
| 17  | A Hare Grows in Manhattan     | A-Haunting We Will Go       | The Stupor Salesman                        | 30 septembre 1997           |
| 18  | The Wabbit Who Came to Supper | Rebel Without Claws         | Raw! Raw! Rooster!                         | 1er octobre 1997            |
| 19  | The Wild Hare                 | Martian Through Georgia     | Mother Was a Rooster                       | 2 octobre 1997              |
| 20  | Daffy Duck Hunt               | Confederate Honey           | Wideo Wabbit                               | 3 octobre 1997              |
| 21  | Odor-able Kitty               | I Gopher You                | Duck Dodgers in the 24½th Century          | 6 octobre 1997              |
| 22  | Don't Axe Me                  | Thugs with Dirty Mugs       | Feather Dusted                             | 7 octobre 1997              |
| 23  | Knights Must Fall             | Home Tweet Home             | The Hep Cat                                | 8 octobre 1997              |
| 24  | Rabbit's Feat                 | (Blooper) Bunny             | The Iceman Ducketh                         | 9 octobre 1997              |
| 25  | Often an Orphan               | A Bone for a Bone           | Bugs Bunny Rides Again                     | 10 octobre 1997             |
| 26  | Pop 'im Pop!                  | Bunker Hill Bunny           | Kitty Kornered                             | 13 octobre 1997             |
| 27  | Lovelorn Leghorn              | The Crackpot Quail          | Daffy's Inn Trouble                        | 14 octobre 1997             |
| 28  | Goldimouse and the Three Cats | The Unruly Hare             | Henhouse Henery                            | 15 octobre 1997             |
| 29  | The Aristo-Cat                | Crockett-Doodle-Do          | Bugsy and Mugsy                            | 16 octobre 1997             |
| 30  | Hare Ribbin'                  | Greedy for Tweety           | Lighthouse Mouse                           | 17 octobre 1997             |
| 31  | Road to Andalay               | Good Night, Elmer           | The Henpecked Duck*                        | 20 octobre 1997             |
| 32  | Wackiki Wabbit                | Tweety's S.O.S.             | The Slap-Hoppy Mouse                       | 21 octobre 1997             |
| 33  | Cat Feud                      | Ant Pasted                  | Tortoise Wins by a Hare                    | 22 octobre 1997             |
| 34  | Hare Conditioned              | Cats and Bruises            | Ducking the Devil                          | 23 octobre 1997             |
| 35  | Greetings Bait                | Each Dawn I Crow            | Fast Buck Duck                             | 24 octobre 1997             |
| 36  | Trap-Happy Porky              | The Unmentionables          | Plane Dippy*                               | 27 octobre 1997             |
| 37  | Corn Plastered                | Naughty Neighbors*          | Stage Door Cartoon                         | 28 octobre 1997             |
| 38  | Southern Fried Rabbit         | Hoppy Go Lucky              | Hare Tonic                                 | 29 octobre 1997             |
| 39  | Too Hop to Handle             | Hollywood Steps Out         | Hot Cross Bunny                            | 30 octobre 1997             |
| 40  | A Tale of Two Mice            | A Fox in a Fix              | Robin Hood Daffy                           | 31 octobre 1997             |
| 41  | Rabbit Punch                  | Bedeviled Rabbit            | Boobs in the Woods                         | 3 novembre 1997             |
| 42  | A Broken Leghorn              | Bugs Bunny Gets the Boid    | Thumb Fun                                  | 4 novembre 1997             |
| 43  | Suppressed Duck               | Fowl Weather                | Racketeer Rabbit                           | 5 novembre 1997             |
| 44  | Snow Business                 | A Waggily Tale              | Rabbit Transit                             | 6 novembre 1997             |
| 45  | Back Alley Oproar             | The Film Fan*               | Duck Amuck                                 | 7 novembre 1997             |
| 46  | Dog Pounded                   | Porky's Cafe*               | The Wacky Wabbit                           | 10 novembre 1997            |
| 47  | Bad Ol' Putty Tat             | Doggone Cats                | Aqua Duck                                  | 11 novembre 1997            |
| 48  | Tweetie Pie                   | Lumber Jerks                | Barbary Coast Bunny                        | 12 novembre 1997            |
| 49  | False Hare                    | Sniffles and the Bookworm   | Scaredy Cat                                | 13 novembre 1997            |
| 50  | Weasel Stop                   | Canary Row                  | Tortoise Beats Hare                        | 14 novembre 1997            |
| 51  | Catch as Cats Can             | Tweet and Sour              | It's Nice to Have a Mouse Around the House | 17 novembre 1997            |
| 52  | Crowing Pains                 | Bye, Bye Bluebeard          | Beanstalk Bunny                            | 18 novembre 1997            |
| 53  | Easy Peckins                  | Cheese It, the Cat!         | Wabbit Twouble                             | 19 novembre 1997            |
| 54  | Hippety Hopper                | The Dixie Fryer             | Buccaneer Bunny                            | 20 novembre 1997            |
| 55  | The Hare-Brained Hypnotist    | Tree Cornered Tweety        | Little Red Rodent Hood                     | 21 novembre 1997            |
| 56  | A Street Cat Named Sylvester  | The Turn-Tale Wolf          | Fresh Hare                                 | 24 novembre 1997            |
| 57  | Strangled Eggs                | A Witch's Tangled Hare      | Rhapsody Rabbit                            | 25 novembre 1997            |
| 58  | Hare Remover                  | Boobs in the Woods          | Suppressed Duck                            | 26 novembre 1997            |
| 59  | Hare Force                    | Cheese Chasers              | The Stupor Salesman                        | 27 novembre 1997            |
| 60  | High Note                     | Falling Hare                | Birds of a Father                          | 28 novembre 1997            |
| 61  | Claws for Alarm               | The Pied Piper of Guadalupe | Elmer's Pet Rabbit                         | 1er décembre 1997           |
| 62  | A Tale of Two Kitties         | Ballot Box Bunny            | Lighthouse Mouse                           | 2 décembre 1997             |
| 63  | Dr. Devil and Mr. Hare        | The Squawkin' Hawk          | Dough for the Do-Do                        | 3 décembre 1997             |
| 64  | Banty Raids                   | Stooge for a Mouse          | Along Came Daffy                           | 4 décembre 1997             |
| 65  | Wild and Woolly Hare          | Catty Cornered              | Pigs in a Polka                            | 5 décembre 1997             |

### The Daffy Duck Show
- Les dessins animés marqués d'un astérisque (*) sont des dessins animés en noir et blanc qui ont été colorisés par ordinateur.

| No. | 1er cartoon                       | 2e cartoon                   | 3e cartoon                   | Date de diffusion originale |
| --- | --------------------------------- | ---------------------------- | ---------------------------- | --------------------------- |
| 1   | Duck Dodgers in the 24½th Century | Suppressed Duck              | Robin Hood Daffy             | 23 novembre 1996            |
| 2   | The Stupor Salesman               | Often an Orphan              | Daffy's Inn Trouble          | 30 novembre 1996            |
| 3   | Daffy Duck Hunt                   | Cheese Chasers               | Fast Buck Duck               | 7 décembre 1996             |
| 4   | Fool Coverage                     | A Street Cat Named Sylvester | Ducking the Devil            | 14 décembre 1996            |
| 5   | Don't Axe Me                      | The Lion's Busy              | The Henpecked Duck*          | 21 décembre 1996            |
| 6   | Boobs in the Woods                | Gift Wrapped                 | Tease for Two                | 28 décembre 1996            |
| 7   | Thumb Fun                         | Mouse Mazurka                | Good Noose                   | 4 janvier 1997              |
| 8   | Duck Amuck                        | One Froggy Evening           | Corn on the Cop              | 11 janvier 1997             |
| 9   | Aqua Duck                         | Lovelorn Leghorn             | The Yolk's on You            | 18 janvier 1997             |
| 10  | Hollywood Daffy                   | Ant Pasted                   | To Duck or Not to Duck       | 25 janvier 1997             |
| 11  | Yankee Doodle Daffy               | Dog Pounded                  | The Great Piggy Bank Robbery | 1er février 1997            |
| 12  | Daffy Duck Slept Here             | Putty Tat Trouble            | Birth of a Notion            | 8 février 1997              |
| 13  | Draftee Daffy                     | Claws for Alarm              | Book Revue                   | 15 février 1997             |